# Horné Plachtince
Horné Plachtince este o comună slovacă, aflată în districtul Veľký Krtíš din regiunea Banská Bystrica. Localitatea se află la altitudinea de 243 m deasupra n.m., se întinde pe o suprafață de 10,53 km2 și în 2017 număra 198 de locuitori.

## Istoric
Localitatea Horné Plachtince este atestată documentar din 1244.

## Demografie
| An:                | 1994 | 2004    | 2014   | 2024   |
| ------------------ | ---- | ------- | ------ | ------ |
| Număr de persoane: | 216  | 193     | 210    | 209    |
| Diferență:         |      | −10,64% | +8,80% | −0,47% |

| An:                | 2023 | 2024   |
| ------------------ | ---- | ------ |
| Număr de persoane: | 208  | 209    |
| Diferență:         |      | +0,48% |